# بستاني جنة عدن
بستاني جنة عدن (بالإنجليزية: Gardener of Eden)‏ هو فيلم كوميدي تم إنتاجه في الولايات المتحدة وصدر في سنة 2007. من بطولة لوكاس هاس وجيوفاني ريبيسي وجيري فيرارا.

## وصلات خارجية
- بستاني جنة عدن على موقع IMDb (الإنجليزية)
- بستاني جنة عدن على موقع روتن توميتوز (الإنجليزية)
- بستاني جنة عدن على موقع Turner Classic Movies (الإنجليزية)
- بستاني جنة عدن على موقع أول موفي (الإنجليزية)
- بستاني جنة عدن على موقع فيلمافينيتي (الإسبانية)
- بستاني جنة عدن على موقع قاعدة بيانات الأفلام السويدية (السويدية)
- بستاني جنة عدن على موقع قاعدة بيانات الفيلم (الإنجليزية)
- بستاني جنة عدن على موقع ليتربوكسد (الإنجليزية)
- بستاني جنة عدن على موقع كينوبويسك (الروسية)